# ゾーイ・クラヴィッツ
ゾーイ・イザベラ・クラヴィッツ（Zoë Isabella Kravitz, 1988年12月1日 - ）は、アメリカ合衆国の女優、モデル、歌手。父親はミュージシャンのレニー・クラヴィッツ、母親は女優のリサ・ボネット。

## 生い立ち
カリフォルニア州ロサンゼルスのヴェニスビーチで、リサ・ボネットとレニー・クラヴィッツの間に生まれる。父方の祖母は、マイアミ出身でバハマ系の女優のロキシー・ローカー。母方の祖父はアフリカ系アメリカ人であり、父方の祖父でNBCのテレビプロデューサーのセイ・クラヴィッツと母方の祖母はユダヤ系アメリカ人。
両親は1987年に結婚し、6年後の1993年、彼女が5歳の時に離婚している。11歳までは母と暮らし、その後は父と暮らしながら、夏の間を母と過ごす。フロリダ州マイアミのマイアミ・カントリー・デイ・スクールに通い、その後、マンハッタンのルドルフ・シュタイナー・スクールを2007年に卒業する 。この年に、ニューヨーク州立大学パーチェス校で演技を学び始める。1年間の後、映画で働くためにブルックリンへ引っ越す。

## キャリア

### 俳優
2007年公開の『幸せのレシピ』で長編映画デビューを果たし、キャサリン・ゼタ＝ジョーンズ、アーロン・エッカートと共演する。同じ年に『ブレイブ ワン』で十代の娼婦を演じ、ジョディ・フォスター、テレンス・ハワードと共演。

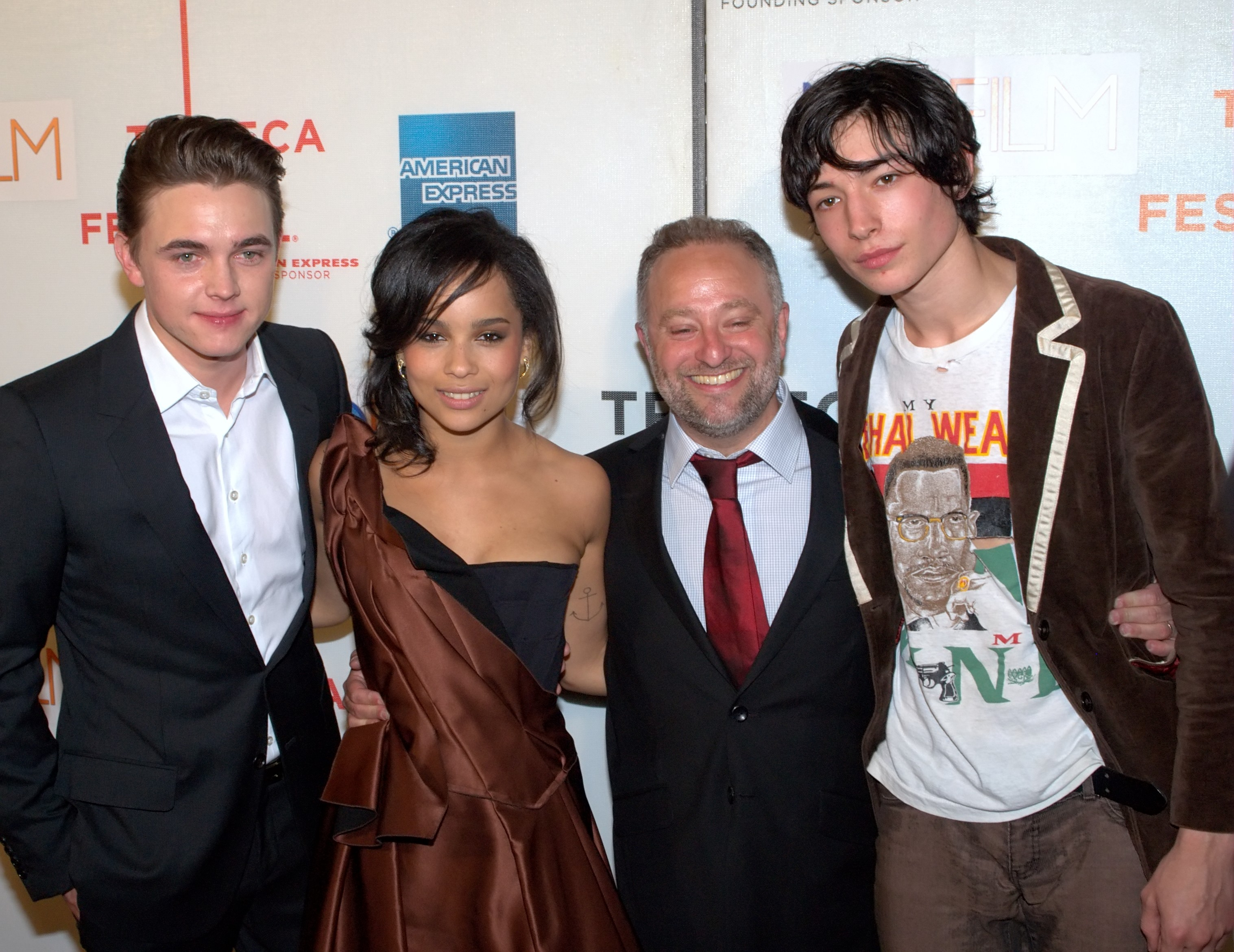
2010年、Beware the Gonzoのプレミアにて、ジェシー・マッカートニー、ブライアン・ゴルボフ、エズラ・ミラーと

2008年には、ジェイ・Zのシングル曲「I Know」のミュージックビデオに出演。そして、ウィル・アイ・アムの大統領候補バラク・オバマを支持する「We Are The Ones」のミュージックビデオでは歌を歌う。その年に、マシュー・ペリーが出演した、機能不全家族のコメディ・ドラマ『Birds of America』に登場。2009年のサンダンス映画祭で初公開されたインディペンデント映画『グレイティスト』では、悲嘆カウンセリングのグループにはまってしまう人物を演じる。
2009年に、ガボレイ・シディベ、ティム・ブレイク・ネルソンと共に『Yelling to the Sky』に出演。これは、ヴィクトリア・マホニーの初監督作品であり、第61回ベルリン国際映画祭で金熊賞を争った。ニューヨーク・クイーンズ区の問題を抱えた17歳の少女を演じる。
2010年、ネッド・ヴィッツーニの同名小説を原作とする『なんだかおかしな物語』に出演。同年、マンハッタン・アッパー・イースト・サイドの裕福で向こう見ずな若者たちの話であり、ニック・マクドネルのカルト小説を脚色した『トゥエルヴ』に出演する。これは2010年のサンダンス映画祭でプレミアされた。コメディ映画『Beware the Gonzo』では、高校のセックスコラムニストを演じる。これは、2010年トライベッカ映画祭で初公開。
2011年は、ショウタイムのテレビドラマ『カリフォルニケーション』に出演、奔放なミュージシャン、パールを演じ、劇中でマドレーヌ・マーティン演じるベッカをガールズバンド「クイーンズ・オブ・ドッグタウン」に誘う。ジョージ・ミラー監督の、『マッドマックス/サンダードーム』直後の世界を舞台にした『マッドマックス 怒りのデス・ロード』に出演する事が決まった。本来は2011年の早期にオーストラリアで撮影が始まる予定だったが、製作は2012年に延期された。
マーベルコミックスの『X-メン』を原作とする『X-MEN:ファースト・ジェネレーション』に、ミュータントの一人エンジェル・サルバドーレとして助演した。これは、映画『X-MEN』シリーズの前日譚であり、60年代のキューバ危機中に舞台を置いている。ロンドンで撮影され、キャラクターの飛行能力を演じるためにワイヤーアクションを行った。

### モデル
フランスのJalouse、Venus Zine、ELLEなどの雑誌でモデルをする。2009年にヴェラ・ウォンの香水、プリンセス(Princess)の顔として選ばれ、ウェブサイトなどブランドの広告に登場。2011年にも新しい香水のプリティ・プリンセス(Pretty Princess)を代表する。ファッションデザイナーアレキサンダー・ワンのキャンペーンに出演。

## 私生活
母と俳優のジェイソン・モモアの間に生まれた異父妹と異父弟がいる。父レニー・クラヴィッツのセカンドアルバム、『ママ・セッド』に収録されている「Flowers for Zoë」は3歳のクラヴィッツへのトリビュートとして書かれた。
ニューヨーク/フィラデルフィアを拠点とするバンド、エレベーター・ファイト(Elevator Fight)を2009年につくり、フロントをしている。サウス・バイ・サウスウエスト音楽祭や、ザ・ルーツ、TV・オン・ザ・レディオ、ブラック・キーズと共に、2009年6月のルーツ・ピクニックのメインステージで演奏した。彼女は音楽は趣味だと言明している。
2008年に俳優のベン・フォスターと交際していた。2010年には『X-MEN:ファースト・ジェネレーション』で共演したマイケル・ファスベンダーと交際。
2019年、2016年から交際していた俳優のカール・グルスマンと結婚し、父レニーのパリの家で挙式をあげたが、2020年12月23日、離婚を申請、2021年8月に離婚が成立した。
2021年8月、俳優のチャニング・テイタムとの交際が報じられる。約2年間の交際を経て、2023年10月に婚約。

## フィルモグラフィー

### 映画
| 年   | 題名                                                                                         | 役名                                | 備考                                            | 吹替             |
| ---- | -------------------------------------------------------------------------------------------- | ----------------------------------- | ----------------------------------------------- | ---------------- |
| 2007 | 幸せのレシピ No Reservations                                                                 | シャーロット                        |                                                 |                  |
| 2007 | ブレイブ ワン The Brave One                                                                  | クロエ                              |                                                 |                  |
| 2008 | 処刑教室 Assassination of a High School President                                            | ヴァレリー・トーレス                |                                                 |                  |
| 2009 | グレイティスト The Greatest                                                                  | アシュリー                          | 日本劇場未公開                                  | （吹替版なし）   |
| 2010 | トゥエルヴ Twelve                                                                            | ギャビー                            |                                                 | （吹替版なし）   |
| 2010 | なんだかおかしな物語 It's Kind of a Funny Story                                              | ニア                                | 別題『ボクの人生を変えた5日間』 日本劇場未公開  |                  |
| 2011 | X-MEN:ファースト・ジェネレーション X-Men: First Class                                        | エンジェル・サルバドーレ            |                                                 | 志田有彩         |
| 2013 | アフター・アース After Earth                                                                 | センシ・レイジ                      | 山下真琴                                        |                  |
| 2014 | ダイバージェント Divergent                                                                   | クリスティーナ                      | 志田有彩                                        |                  |
| 2014 | X-MEN:フューチャー&パスト X-Men: Days of Future Past                                         | エンジェル・サルバドーレ            | 写真のみ                                        | （台詞なし）     |
| 2014 | ドローン・オブ・ウォー Good Kill                                                             | ヴェラ・スアレス                    |                                                 | 種市桃子         |
| 2015 | DOPE/ドープ!! Dope                                                                           | ナキア                              | 兼田奈緒子                                      |                  |
| 2015 | ダイバージェントNEO The Divergent Series: Insurgent                                          | クリスティーナ                      | 志田有彩                                        |                  |
| 2015 | マッドマックス 怒りのデス・ロード Mad Max: Fury Road                                         | トースト                            | 田村睦心（劇場公開版） 弘松芹香（ザ・シネマ版） |                  |
| 2016 | ダイバージェントFINAL The Divergent Series: Allegiant                                        | クリスティーナ                      | 志田有彩                                        |                  |
| 2016 | ロキシー Vincent N Roxxy                                                                     | ロキシー                            | 別題『ロキシー 美しき復讐者』                   | 白石涼子         |
| 2016 | ファンタスティック・ビーストと魔法使いの旅 Fantastic Beasts and Where to Find Them           | リタ・レストレンジ                  | 写真のみ                                        | （台詞なし）     |
| 2017 | レゴバットマン ザ・ムービー The Lego Batman Movie                                            | キャットウーマン                    | 声の出演                                        | 中恵光城         |
| 2017 | ミッシング・ガール Gemini                                                                    | ヘザー・アンダーソン                | 日本劇場未公開                                  | （吹替版なし）   |
| 2017 | ラフ・ナイト 史上最悪!?の独身さよならパーティー Rough Night                                  | ブレア                              | 日本劇場未公開                                  | 田中杏沙         |
| 2018 | KIN/キン Kin                                                                                 | ミリー                              |                                                 | （吹替版なし）   |
| 2018 | ファンタスティック・ビーストと黒い魔法使いの誕生 Fantastic Beasts: The Crimes of Grindelwald | リタ・レストレンジ                  | 森なな子                                        |                  |
| 2018 | スパイダーマン:スパイダーバース Spider-Man: Into the Spider-Verse                            | メリー・ジェーン・ワトソン          | 声の出演                                        | 甲斐田裕子       |
| 2020 | Viena and the Fantomes                                                                       | マッジ                              |                                                 | N/A              |
| 2022 | KIMI/サイバー・トラップ KIMI                                                                 | アンジェラ・チャイルズ              | 日本劇場未公開                                  | 白石涼子         |
| 2022 | THE BATMAN-ザ・バットマン- The Batman                                                        | セリーナ・カイル / キャットウーマン |                                                 | ファイルーズあい |
| 2024 | ブリンク・トゥワイス Blink Twice                                                             | Swanky Stewardess                   | 兼監督・共同脚本・製作                          |                  |
| TBA  | Caught Stealing                                                                              | イヴォンヌ                          | 撮影中                                          |                  |
| TBA  | How To Save A Marriage                                                                       | N/A                                 | 監督                                            |                  |

### テレビ
| 年         | 題名                                         | 役名                       | 備考                          | 吹替             |
| ---------- | -------------------------------------------- | -------------------------- | ----------------------------- | ---------------- |
| 2011       | カリフォルニケーション Californication       | パール                     | 計8話出演                     |                  |
| 2017, 2019 | ビッグ・リトル・ライズ Big Little Lies       | ボニー・カールソン         | メインキャスト 計14話出演     | 鷄冠井美智子     |
| 2020       | ハイ・フィデリティ High Fidelity             | ロビン・“ロブ”・ブルックス | 主演、兼製作総指揮 計10話出演 | 吉田麻実         |
| 2022       | サタデー・ナイト・ライブ Saturday Night Live | 本人（ホスト）             | 「Zoë Kravitz/Rosalía」       | N/A              |
| 2025       | ザ・スタジオ The Studio                      | 本人                       | Apple TV+オリジナルドラマ     | ファイルーズあい |